# Sauce

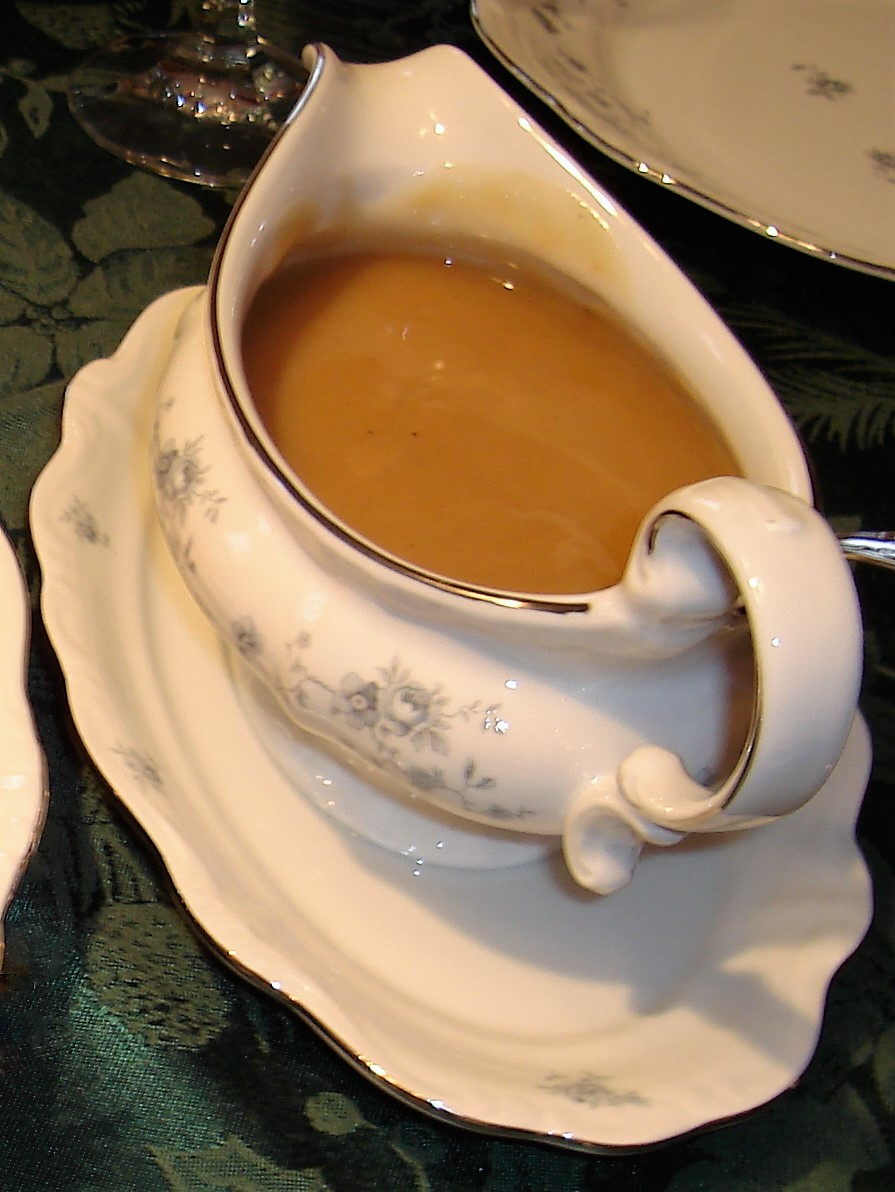
Geflügelrahmsauce in einer Sauciere

Sauce oder Soße (von französisch sauce), auch Tunke genannt, ist eine flüssig bis sämig gebundene, würzende Beigabe zu warmen und kalten Gerichten, Salaten und Desserts.

## Allgemeines

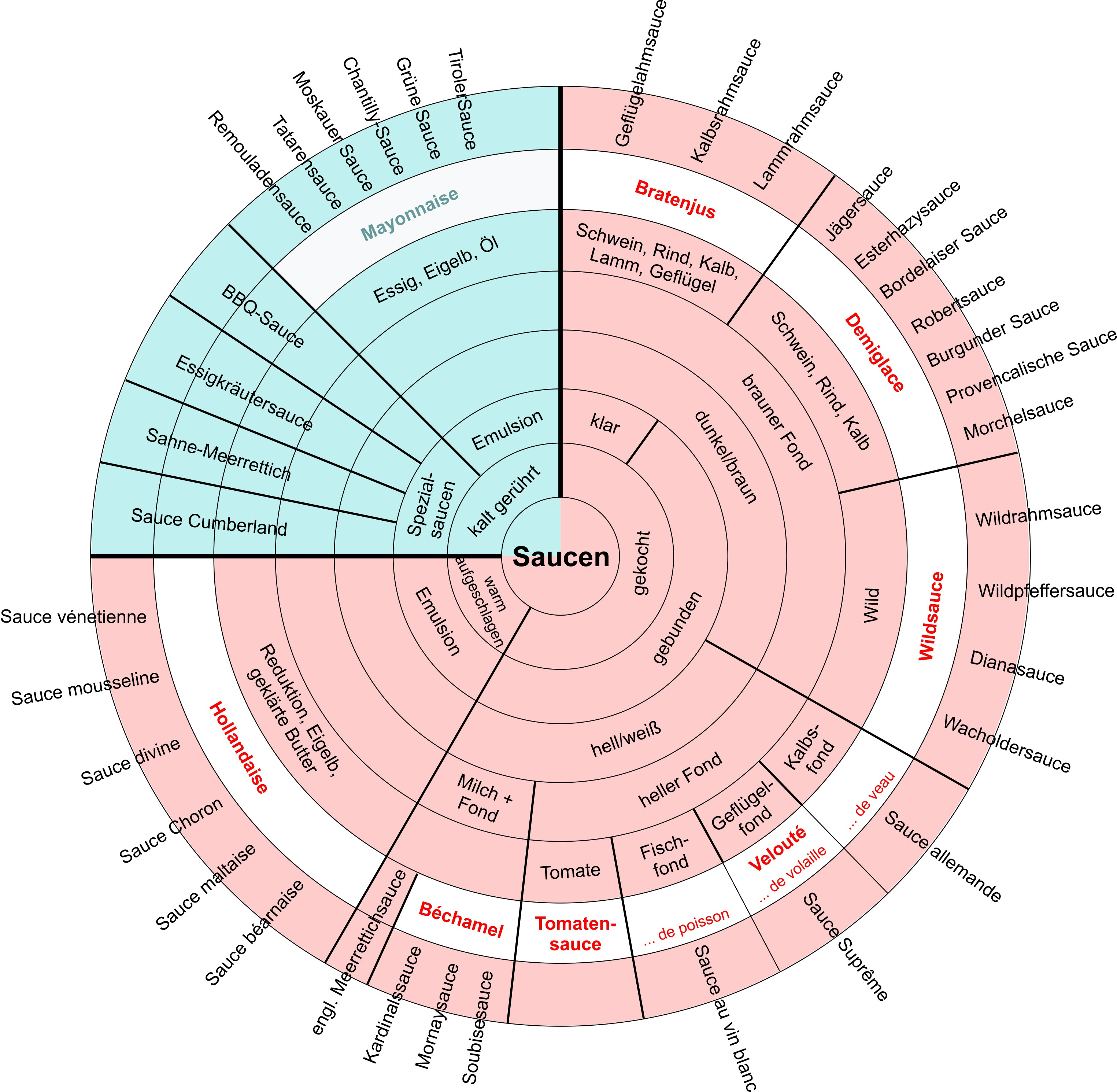
Unterteilung von Saucen

Bereits im Altertum gab es Würzsaucen wie Garum und dessen Vorläufer, die aufwendig zubereitet und für viele Gerichte verwendet wurden. Auch die Rezeptsammlung Maestro Martinos aus dem 15. Jahrhundert, eine wichtige Quelle für die Esskultur im Mittelalter, beschreibt vor allem Saucen. Die heutige Systematik der Saucen und ihre Verwendung in der Haute Cuisine geht auf die französische Küche zurück. In der modernen Küche ergänzen Saucen Speisen wie Fisch, Fleisch oder Teigwaren, um den Geschmack abzurunden oder zu kontrastieren und den Genuss zu steigern. Bei Ragouts und manchen Salaten sind sie das verbindende Element verschiedener fester Zutaten. In vielen Fällen ist das jeweilige Gericht auch schöner anzusehen. Des Weiteren wirken sie mitunter appetitanregend und verdauungsfördernd.
Saucen basieren grundsätzlich auf aromatischen Flüssigkeiten wie Fonds, Weinen, Ölen oder Milcherzeugnissen, die durch verschiedene Verfahren gebunden bzw. angedickt (siehe auch Abbinden) oder reduziert werden. Hierfür benutzt man typischerweise Mehl (Mehlschwitze oder Mehlbutter), Stärke, Ei oder kalte Butter. Durch die veränderte Viskosität werden die anderen Speisebestandteile verbunden und Inhaltsstoffe direkt mit ihnen kombiniert, so dass der Geschmack positiv beeinflusst wird.
Da die Sauce durch die Zusammenstellung der enthaltenen Zutaten und Konzentration der Aromen den Charakter und Geschmack eines Gerichts maßgeblich mitbestimmt, wird in der Küchenbrigade die Position des Sauciers meist mit dem erfahrensten Koch besetzt.
Der Duden empfiehlt die Schreibweise des Lehnwortes „Soße“, während in der deutschsprachigen Fachliteratur die Verwendung von Sauce überwiegt.

## Grundsaucen
Grundsaucen dienen als Basis für zahlreiche Ableitungen, die durch die Zugabe von Würzmitteln, geschmacksgebenden Zutaten und anderen Lebensmitteln entstehen. Sie werden nach Färbung, Rohstoff und Herstellungsmethode unterschieden. Das Konzept der Grundsaucen entstand in der klassischen Küche Frankreichs und gehört bis heute zum Standard in der internationalen Gastronomie. Hauptzutaten von Grundsaucen sind je nachdem Knochen und Parüren, Brühen oder Fonds, Wurzelgemüse, Tomaten, Tomatenmark, Mehl, Butter, Milch und Sahne.
Grundsätzlich unterscheidet man warme und kalte Grundsaucen, wobei zu letzteren nur die Mayonnaise gezählt wird. Warme Grundsaucen wiederum unterteilt man in weiße, braune und warm aufgeschlagene:
- Als Weiße Grundsauce (sauce velouté) bezeichnet man helle Grundsaucen, die mit weißer Mehlschwitze (roux blanc) gebunden werden. Unterschieden wird nach der verwendeten namens- und geschmackgebenden Brühe in Kalbsvelouté, Fischvelouté, Gemüsevelouté und Geflügelvelouté. Aus dieser bereitet man durch die Zugabe von Rahm und anderen namensgebenden Zutaten eine Sauce, die als Grundsauce angesehen wird. Für die Sauce allemande wird eine Kalbsvelouté mit einer Legierung aus Champignonfond und Eigelb gebunden. Durch die Verwendung von Milch statt Fond bzw. Brühe entsteht die Béchamelsauce, die beim Einsatz von Rahm auch entsprechend Rahmsauce genannt wird.
- Als Braune Grundsauce (teilweise sauce demiglace genannt) bezeichnet man dunkle Grundsaucen, die mit braunem Fond zubereitet werden. Viele Begriffe werden je nach Epoche und Tradition synonym oder mit anderer Bedeutung verwendet. Teilweise verwendet man den Begriff Braune Kraftsauce, insbesondere wenn dafür ein Großer Brauner Fond (grandjus) verwendet wird. Früher wurde damit die Spanische Sauce (sauce espagnole) bezeichnet. Alternativ verwendet man auch andere gebundene dunkle Fonds.
- Von den warm aufgeschlagenen Saucen wird heute nur die Holländische Sauce als Grundsauce betrachtet, während die eigentlich selbständige Sauce béarnaise als Ableitung behandelt wird.

Auch die Tomatensauce wird oft zu den Grundsaucen gezählt, während andere Systematiken sie als selbständige Sauce ansehen.

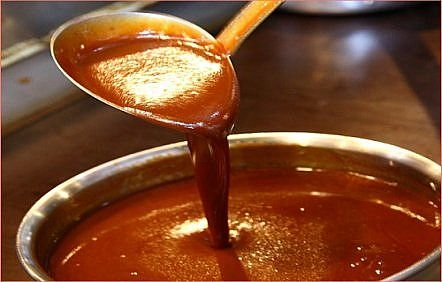
Braune Grundsauce oder Demiglace
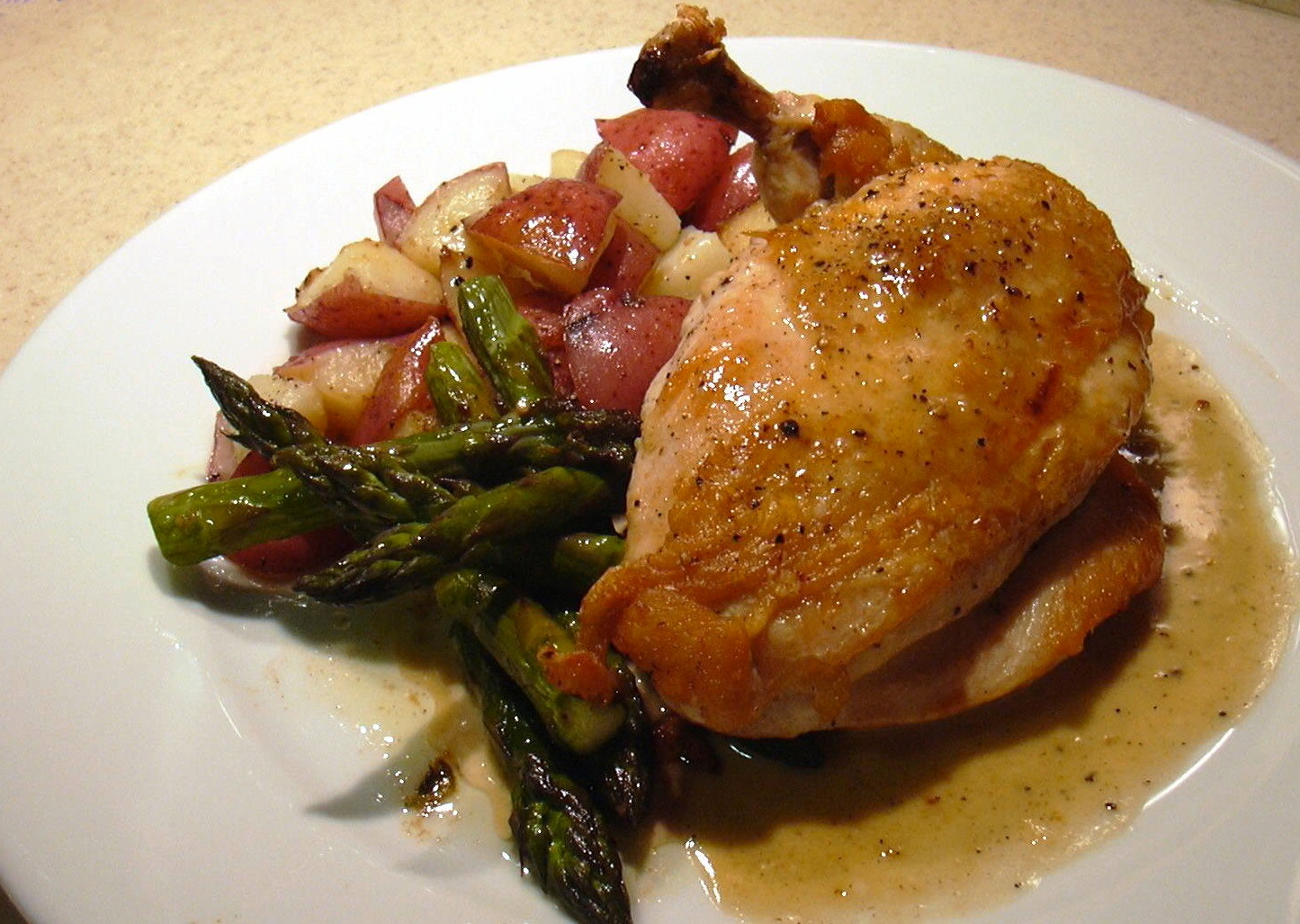
Geflügelvelouté an Brathähnchen, mit grünem Spargel und Kartoffeln
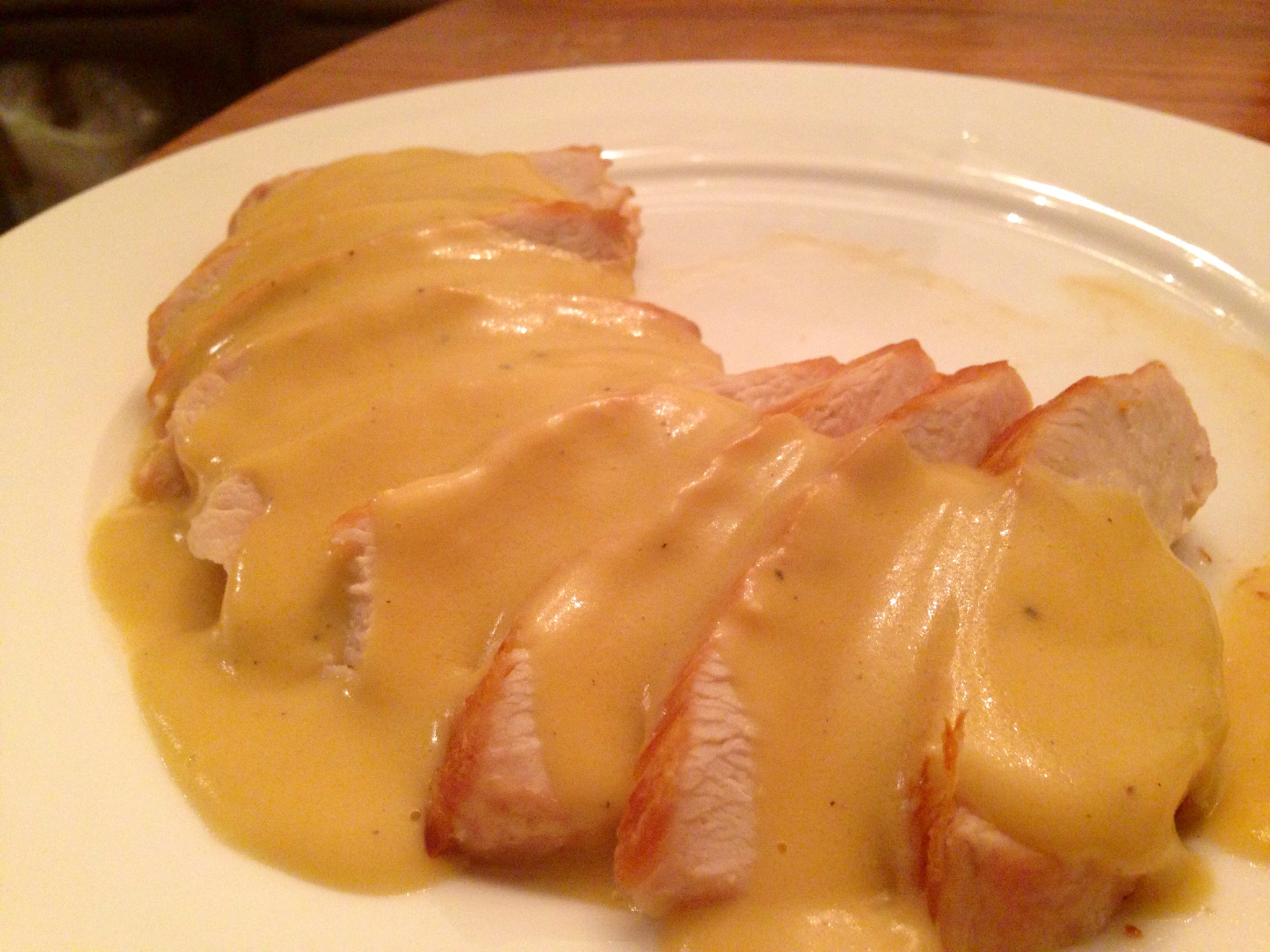
Sauce allemande über Hühnchen
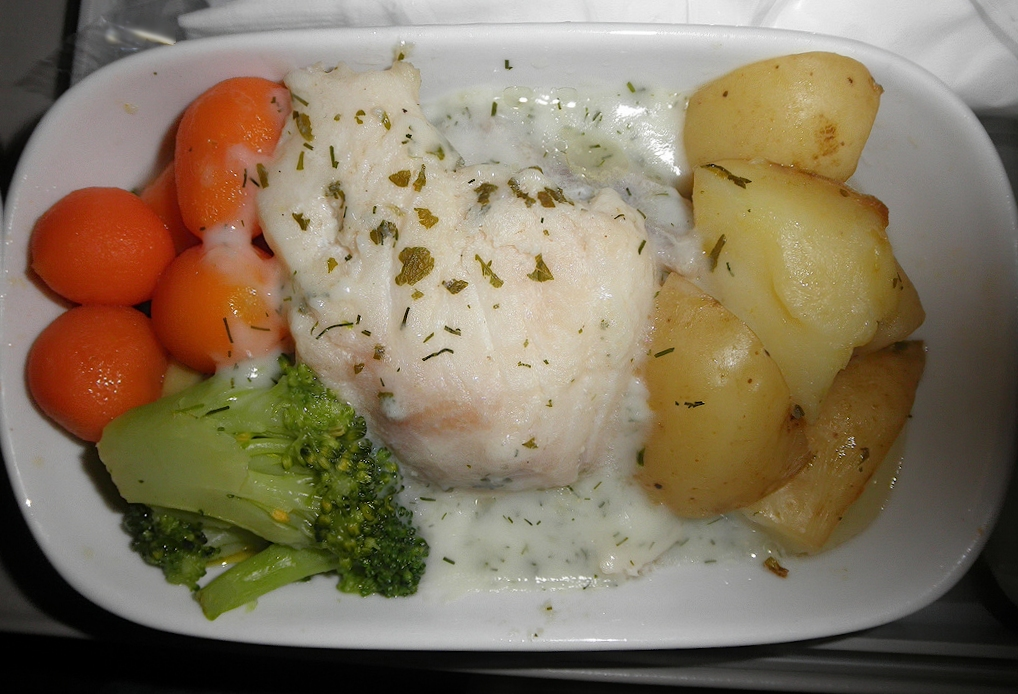
Béchamelsauce über Fischfilet, mit Gemüse und Kartoffeln
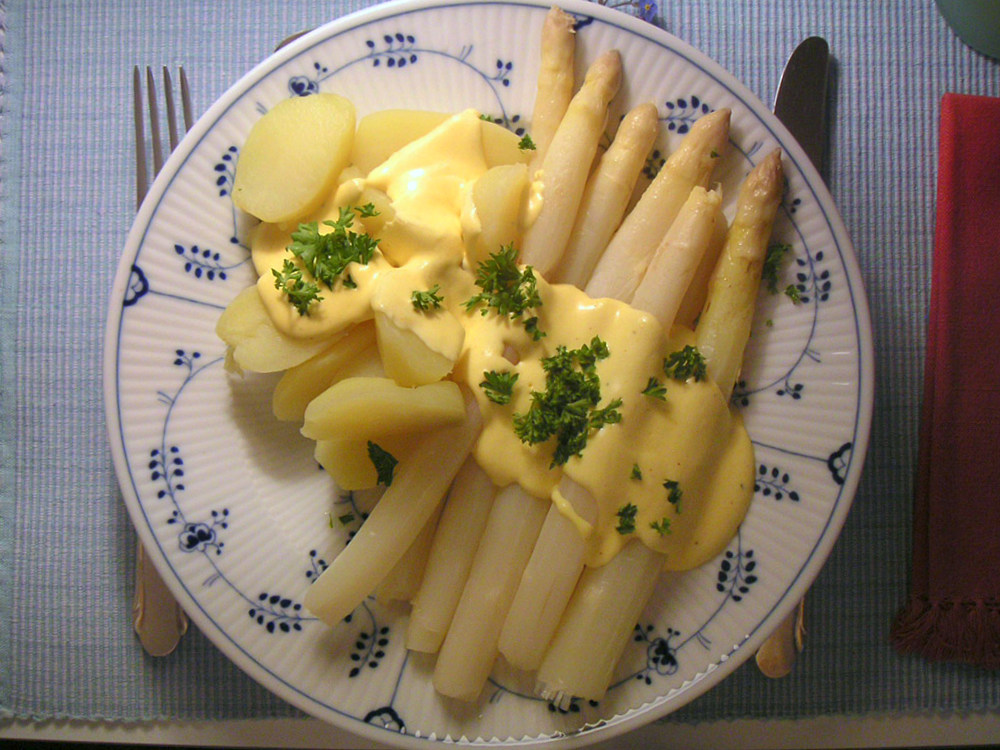
Holländische Sauce über Spargel und Kartoffeln

## Selbständige warme Saucen
Bei den sogenannten selbständigen Saucen sind nur geringe Abwandlungen möglich. Dazu gehören: Tomatensauce, Paprikasauce und warme englische Saucen.

## Kalte Saucen
Kalte Saucen werden als Bestandteil von Vorspeisen, Salaten, Zwischengerichten und Desserts betrachtet. Besondere Bedeutung haben sie bei der individuellen Gestaltung von Buffets, wo sie das Angebot durch Geschmack- und Farbkombinationen bereichern. Viele klassische Saucen werden von der Lebensmittelindustrie als verzehrfertiges Convenience-Produkt angeboten, einige sind sogar nur so verfügbar (etwa Würzsaucen wie die Worcestershiresauce). Als „Dips“ bezeichnet man angedickte kalte Saucen, Mayonnaisemischungen und Käsecremes. Diese dienen zum Eintunken (englisch to dip, norddeutsch stippen) kleiner Imbisse und Vorspeisen.

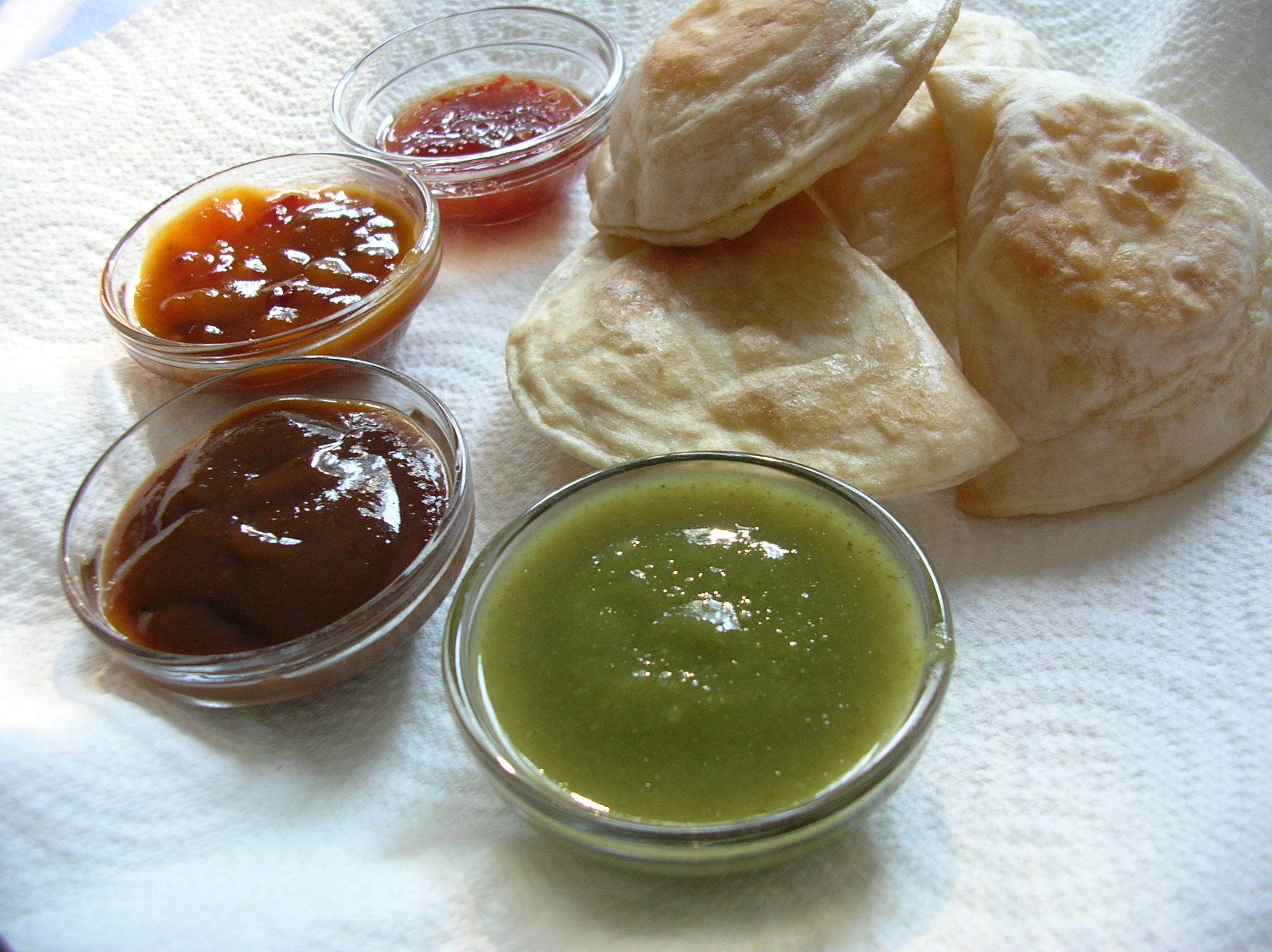
Vier verschiedenfarbige Saucen, mit Samosas
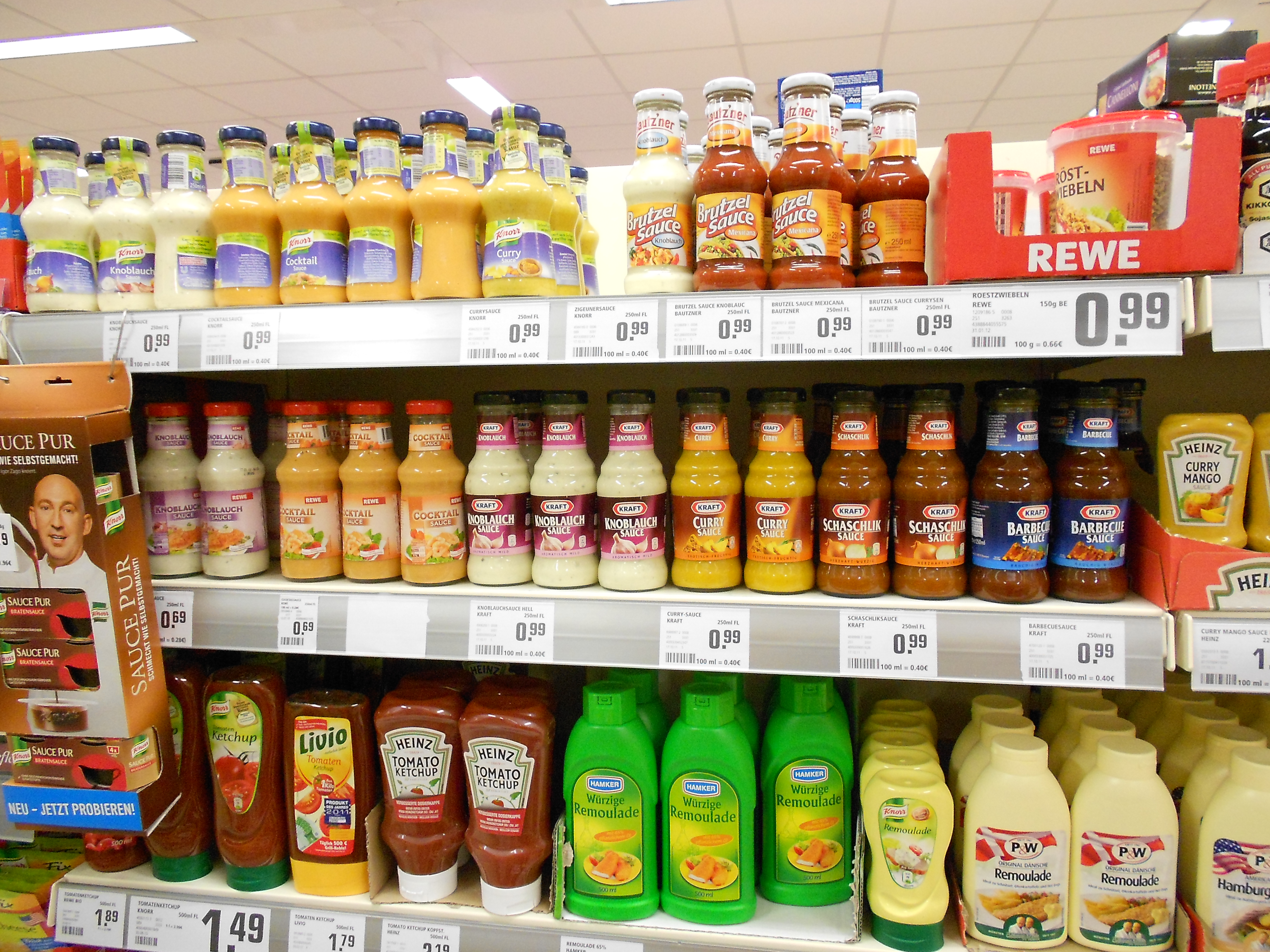
Kalte Fertigsaucen
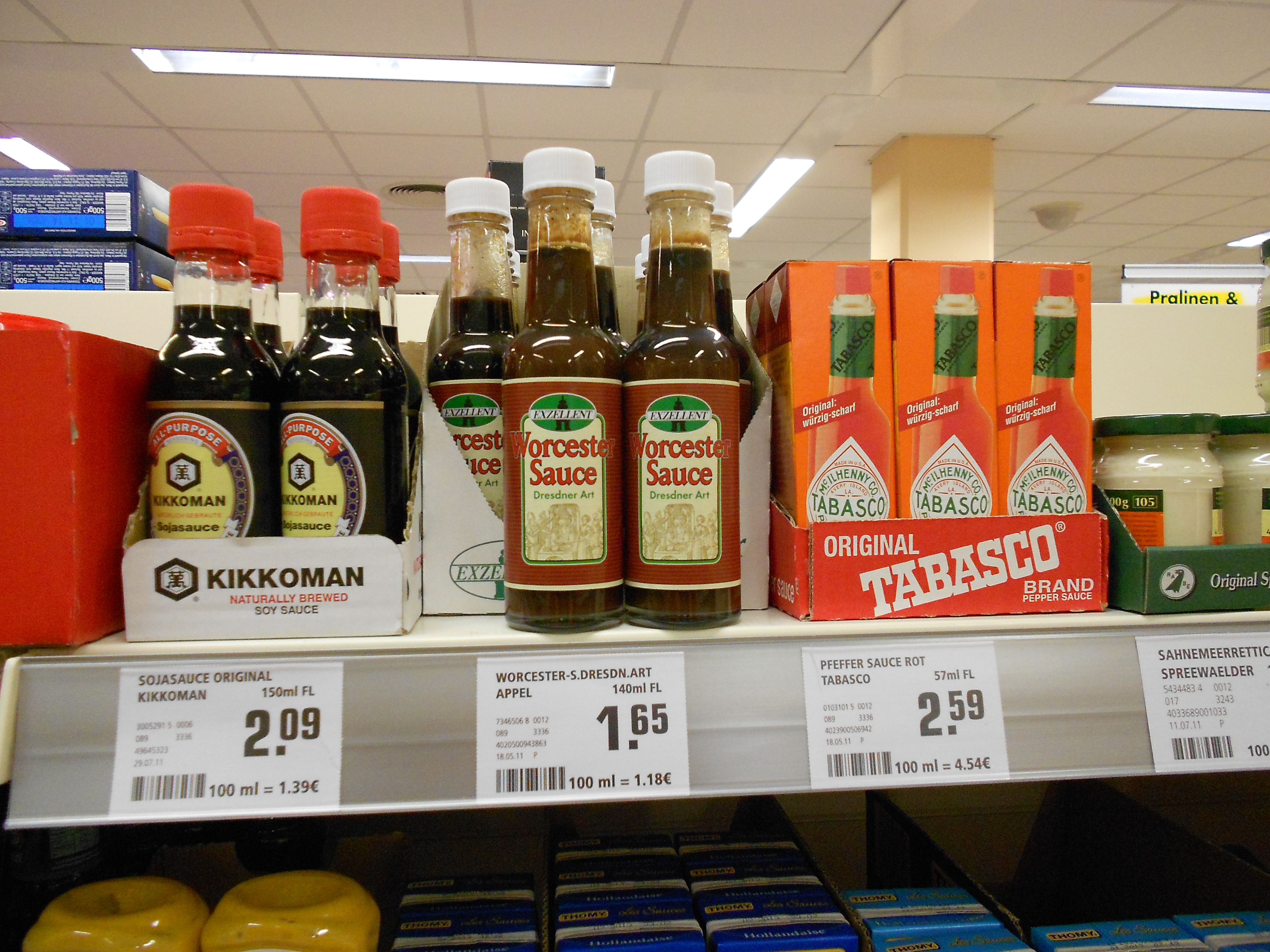
Würzsaucen

## Dessertsaucen
Dessertsaucen werden zu Süßspeisen, wie Pudding, Flammeri, Mehlspeisen, süßen Aufläufen, pochierten Früchten, roter Grütze oder Eis serviert. Die Grundlage bilden oft frische oder gefrorene Früchte, Konfitüren, Fruchtsäfte und Schokolade. Häufig finden außerdem Sahne und Milch, Eier und Läuterzucker Verwendung. Liköre und Spirituosen dienen der Aromatisierung. Dessertsaucen können kalt oder warm serviert werden.